# John Peel
John Robert Parker Ravenscroft (Heswall, 30 de agosto de 1939 - Cusco, 25 de octubre de 2004), conocido profesionalmente como John Peel, fue un disc jockey, radiodifusor y periodista inglés.
Conocido por su gusto musical ecléctico y su estilo honesto y cálido de conducción radial, John Peel fue un DJ y conductor de radio popular y respetado. Fue uno de los primeros en pinchar reggae y punk en la radio británica, y su influencia significativa en el rock alternativo, pop, hip hop británico y la música dance ha sido reconocida. Fue uno de los DJ's originales de la BBC Radio 1 que más tiempo estuvo en ella, desde 1967 hasta su muerte en 2004. Murió a los 65 años en Cusco (Perú), a causa de un paro cardíaco durante un viaje.

## El legado: las Peel Sessions
John Peel grabó sesiones de radio con artistas reconocidos, trabajando con gran parte de ellos. Estas grabaciones son conocidas como Peel Sessions, que consistían generalmente en cuatro canciones pregrabadas en los estudios de la BBC, con el estilo de las demos. Así, la canción «Cars» de Gary Numan ha sido grabada en sus discos varias veces: tanto en el sencillo del mismo nombre, en el álbum The Pleasure Principle, en los conciertos y en la ocasión en que esta la grabó para Peel. Por eso hay muchos álbumes publicados con el título de The Peel Sessions, o The John Peel Sessions, entre la discografía de muy diversos artistas.
Muchas de las clásicas Peel Sessions han sido editadas en un álbum, generalmente por el sello discográfico independiente Strange Fruit Records, fundado por el mismo Peel en 1986. Algunos de los incontables cantantes o grupos que grabaron con él fueron:, Queen, PJ Harvey, Blur, Carcass, Catherine Wheel, David Bowie, Syd Barrett, Dead Can Dance, Clan of Xymox, Die Toten Hosen, Elastica, Fugazi, Happy Mondays, J Mascis, Jesus and Mary Chain, Inspiral Carpets, This Heat, Joy Division, New Order, The Police, Doom, Mötorhead, Nirvana, Pulp, Redskins, The Chameleons, The Cure, The Smiths, The Specials, Thin Lizzy, Yazoo, Bauhaus, Buzzcocks y The Housemartins.
John Peel reconocía en su libro autobiográfico Margrave of the Marshes que el grupo que más satisfacción le produjo a lo largo de su carrera fue The Fall, con cuyos integrantes llegaría a grabar innumerables sesiones a lo largo de 26 años. Él se encargó personalmente de dedicarles una aparición en la televisión nacional británica en 1983, y se ofreció además a aparecer gratis en el programa «The Tube» si le dejaban escoger a este grupo.